# Sailor Star Song
Sailor Star Song (セーラースターソング? lett. "La canzone di Sailor Star") è un brano musicale J-pop scritto da Naoko Takeuchi (testo) e Masaki Araki (musica) ed interpretato dalla cantante giapponese Kae Hanazawa. Il brano è stato composto per essere la sigla di apertura dell'anime Petali di stelle per Sailor Moon, ed è presente su quasi tutti gli album contenenti la colonna sonora dell'anime, a partire dal primo pubblicato Bishōjo senshi Sailor Moon Sailor Stars Music Collection. Al brano viene spesso fatto riferimento con il titolo Makenai! (まけない!?, Makenai!), in riferimento al primo verso del testo.
In Italia il brano è stato sostituito con la sigla italiana Petali di stelle per Sailor Moon composta da Piero Cassano su testo di Alessandra Valeri Manera e cantata da Cristina D'Avena.
Nel 2014 la cantante e doppiatrice Mitsuko Horie, che negli anni passati aveva doppiato il personaggio di Sailor Galaxia nell'anime, ha interpretato una cover del brano, inserita nell'album Pretty Guardian Sailor Moon the 20th Anniversary Memorial Tribute.

## Tracce
CD Single Columbia CODC-914
1. Sailor Star Song
2. Motto suteki na asa ga kuru yo (もっとすてきな朝がくるよ? lett. "Nell'alba ancora più bella arriverò")
3. Sailor Star Song (Original Karaoke)

## Versione italiana
Esiste una versione della canzone in lingua italiana, che mantiene la musica originale pur essendo il testo completamente riscritto da Nicola Bartolini Carrassi, utilizzata come sottofondo dell'ultimo episodio in lingua italiana e cantata da Nicola Bartolini Carrassi, Simone D'Andrea e Nadia Biondini. Tale versione della canzone è stata anche citata nel doppiaggio italiano dell'OAV Time Bokan - Le macchine del tempo dal robot del Trio Drombo, Sailor Mun-Mun (ciò è stato possibile perché il direttore del doppiaggio dell'OAV era lo stesso Carrassi).